# Église catholique en Transnistrie
L'Église catholique en Transnistrie (en russe : « Католическая церковь в Приднестровье, Katolicheskaya tserkov' v Pridnestrov'ye »), désigne l'organisme institutionnel et sa communauté locale ayant pour religion le catholicisme en Transnistrie.
L'Église catholique en Transnistrie (ou dans sa forme longue, République Moldave du Dniestr, Republica Moldovenească Nistreană - RMN) appartient à une unique juridiction épiscopale, le diocèse de Chisinau, qui n'est pas soumis à une juridiction nationale au sein d'une Église nationale mais qui est une Église particulière exemptée immédiatement soumise à la juridiction universelle du pape, évêque de Rome, au sein de l'« Église universelle ».
Les paroisses situées en Transnistrie appartiennent au diocèse de Chisinau.   
En étroite communion avec le Saint-Siège, l'évêque du diocèse de Chisinau est membre d'aucune instance de concertation.   
La Transnistrie n'a plus de religions d'État ni officielles depuis son indépendance (1991) et respecte la liberté de religion autorisant l'Église catholique, comme le stipule la constitution transnistrienne de 1995 dans son article 17 : «Chacun possède la liberté devant la loi sans distinction de religion ». 
Dans les fêtes officielles, les hiérarques de l'Église orthodoxe russe figurent en bonne place aux côtés des militaires et des membres du gouvernement. Le gouvernement de la Transnistrie co-finance la construction de nouvelles églises orthodoxes dans le pays. 
Dans une population de 500 000 habitants où 91 % sont orthodoxes, l'Église catholique est une communauté religieuse minoritaire avec 4 % de la population (principalement des Polonais) et vit notamment dans le Nord de la Transnistrie. 

## Sources
- Constitution de la Transnistrie (as of 2000, English)